# جابرييل رولنهاجن
جابريل رولنهاجن Gabriel Rollenhagen (ولد في ماجدبورج في 22 مارس 1583 – ومات فيها في عام 1619) هو شاعر وكاتب ألماني ولاتيني ويعتبر من الرمزيين Emblematiker.

## حياته
كان والده جيورج رولنهاجن واعظا ومربيا شهيرا، فتلقى تربية حسنة وكان ذلك في مدرسة العلماء التي كان يديرها والده. درس العلوم القانونية في لايبزج بين عامي 1902 و 1604, واستأنفها في جامعة لايدن في عام 1605. وقد مكنته صلته بدانييل هاينزيوس من التعرف إلى علماء إنسانيين شهيرين مثل هوغو غروتيوس ويوزف سكاليجر.
أصدر أثناء إقامته في لايبزج كتابه رحلات هندية. وعاد إلى ماجدبورج في عام 1606 وأصدر كتابه يوفينيليا. أما كتابه الأشهر فهو الكوميدية الغزلية Amantes amentes, التي كتب جزءا منها بلهجة شمال ألمانيا. وبلغ بها ذروة النجاح. كما أن تعتمد شهرته حتى الآن على كتاب Nucleus emblematum الذي أصدره في عام 1611, والذي يعتبر من أعظم الكتب الرمزية في عصر الباروك.

## معرض صور